# 輝銀銅鉱
輝銀銅鉱(Stromeyerite)は、銅と銀の硫化鉱物であり、組成はAgCuSである。不透明な黒灰色から深青色の斜方晶を形成する。
1832年にチェコの中央ボヘミア地域で発見され、英名はこの鉱物を最初に分析したドイツの化学者フリードリヒ・シュトロマイヤーの名前に因んで命名された。